# Chiara Di Iulio
Chiara Di Iulio (ur. 5 maja 1985 r. w San Benedetto dei Marsi) – włoska siatkarka, grająca na pozycji przyjmującej. 
Pochodzi ze sportowej rodziny. Ojciec Colombo był w młodości amatorskim piłkarzem, zaś mama Gabriella amatorsko uprawiała siatkówkę. Jej młodsza o 6 lat siostra Isabella profesjonalnie gra siatkówkę.

## Sukcesy klubowe
Puchar Włoch:
- 2005

Puchar Top Teams:
- 2005

Liga włoska:
- 2005

Liga Mistrzyń:
- 2006

Superpuchar Włoch:
- 2006, 2011, 2014

Puchar CEV:
- 2011

Liga azerska:
- 2014

Liga turecka:
- 2019

## Sukcesy reprezentacyjne
Igrzyska Śródziemnomorskie:
- 2013
- 2005

Puchar Piemontu:
- 2010

## Nagrody indywidualne
- 2011: MVP turnieju finałowego Pucharu CEV